# Listă de pictori argentinieni
Aceasta este o listă de pictori argentinieni.

## A
- Carlos Alonso

## B
- Antonio Berni
- Erminio Blotta

## C
- Juan Carlos Castagnino

## E
- Adolfo Pérez Esquivel

## F
- Raquel Forner

## L
- Thibon de Libian
- Cándido López

## P
- Emilio Pettoruti

## M
- Benito Quinquela Martín

## S
- Raúl Soldi
- Lino Enea Spilimbergo

## U
- García Uriburu